# Paranoia (canción)
«Paranoia» es el sexto sencillo de la cantante japonesa de I've Sound, Eiko Shimamiya, fue publicado el 29 de julio de 2009, siendo el tercer sencillo que la cantante publica en un año. Se trata del primer sencillo de la cantante que no contendría ninguna canción usada en un anime. Este sencillo fue incluido también en el pack especial de sencillos publicado con motivo del décimo aniversario de la creación de I've Sound. Dicho pack fue publicado el 25 de marzo de ese mismo año.
La canción de la cara B es la versión en directo de "To loose in amber"(Cantada en el evento: I've in Budokan 2009). Esta canción estaba originalmente incluida en Disintegration, el tercer recopilatorio de I've Sound. Este sencillo se publicó solamente en una edición de CD y DVD. El DVD contiene el viedeoclip promocional de Paranoia.

## Canciones
1. Paranoia
Letra: Eiko Shimamiya
Composición y arreglos: Kazuya Takase
2. To loose in amber
Letra: SAYUMI
Composición y arreglos: Kazuya Takase
3. Paranioa (Instrumental)